# Fosiestein
Der Fosiestein (Samnordisk runtextdatabas DR 262) ist der einzige Runenstein Malmös. Er befindet sich nicht an seinem ursprünglichen Ort, sondern an der Kirche von Fosie, einem südlichen Vorort von Malmö in Schonen in Schweden. Der seitlich etwas beschädigte Stein ist 1,85 m hoch, 0,8 m breit und 0,7 m dick.
Das Ornament besteht aus zwei geraden, senkrechten Runenreihen. Die schmucklose Inschrift im Runensteinstil RAK lautet: